# Shack
Shack est un groupe de rock alternatif britannique, originaire de Liverpool, en Angleterre. Il est formé en 1987 par Mick Head, John Head, Justin Smith et Mick Hurst.

## Biographie

### Débuts (1987–1992)
Avant de fonder Shack, les frères Head étaient célèbres dans les années 1980 avec le groupe The Pale Fountains qui après plusieurs succès se sépare en 1986. 
En 1987, ils décident de former Shack et signent avec Ghetto Records. Leur premier album sous ce label, Zilch est un échec commercial et passe inaperçu. En 1991, le groupe enregistre son deuxième album, Waterpistol mais la sortie est retardée par l'incendie du Star Street Studio de Londres où les toutes les bandes sont détruites. Seule une Digital Audio Tape reste alors en possession du producteur Chris Allison. Entre-temps, Ghetto Records dépose le bilan et le groupe décide de se séparer. Les frères Head quant-à-eux partent en tournée avec Love. 
Finalement Waterpistol sort en 1995 sur un label allemand indépendant, Marina. NME écrit alors « un génie perdu et parmi les auteurs-compositeurs britanniques les plus doués de sa génération. » En 1996, les frères Head fondent Michael Head and the Strands et sortent l'album The Magical World of the Strands. 

### Retour (depuis 1998)
En 1998, Iain Templeton et Ren Parry rejoignent les frères Head et reforment le groupe Shack. En 1999, Parry est remplacé à la basse par Guy Rigby qui lui-même est remplacé après son décès en 2004 par Peter Wilkinson. 
En 2006, le groupe signe avec le label de Noel Gallagher, Sour Mash et sort en mai 2006, The Corner of Miles and Gil.

## Membres

### Membres actuels
- Michael Head - chant, guitare (1987–1992, depuis 1998)
- John Head - guitare (1987–1992, depuis 1998)
- Iain Templeton - batterie (1991–1992, depuis 1998) (†)
- Martyn Campbell - basse (1992, depuis 2007)

### Anciens membres
- Justin Smith - basse (1987–1990)
- Michael Hurst - batterie (1987–1990)
- Dave Butcher - claviers (1987–1990)
- Peter Wilkinson - basse (1990–1991, 2005–2006)
- Alan Wills - batterie (1990–1991)
- Ren Parry - basse (1998–2002)
- Guy Rigby - basse (2002–2004)
- Johnnie Baxter - batterie

## Discographie

### Albums studio
| Années | Album                                                                           | Meilleure position |
| Années | Album                                                                           | UK                 |
| ------ | ------------------------------------------------------------------------------- | ------------------ |
| 1988   | Zilch - Sortie : Mars 1988 - Label : Ghetto                                     | –                  |
| 1995   | Waterpistol - Sortie : 1995 - Label : Marina                                    | –                  |
| 1999   | H.M.S. Fable - Sortie : 21 juin 1999 - Label : London                           | 25                 |
| 2003   | ... Here's Tom With the Weather - Sortie : 11 août 2003 - Label : North Country | 55                 |
| 2006   | On the Corner of Miles and Gil - Sortie : 15 mai 2006 - Label : Sour Mash       | 55                 |

### Autres albums
- Arthur Lee & Shack Live in Liverpool (2000)
- The Fable Sessions (2003)
- Time Machine: The Best of Shack (2007)

### Singles
| Années | Titre               | Meilleure position | Album                          |
| Années | Titre               | UK                 | Album                          |
| ------ | ------------------- | ------------------ | ------------------------------ |
| 1988   | Emergency           | –                  | Zilch                          |
| 1988   | High Rise Low Life  | –                  | Zilch                          |
| 1990   | I Know You Well     | –                  | Non-album singles              |
| 1991   | Al's Vacation       | –                  | Non-album singles              |
| 1999   | Comedy              | 44                 | H.M.S. Fable                   |
| 1999   | Natalie's Party     | 63                 | H.M.S. Fable                   |
| 2000   | Oscar               | 67                 | Non-album single               |
| 2003   | Byrds Turn to Stone | 63                 | ...Here's Tom with the Weather |
| 2006   | Tie Me Down         | 114                | ...The Corner of Miles and Gil |
| 2006   | Cup of Tea          | 126                | ...The Corner of Miles and Gil |